# Eberhard (Tübingen)

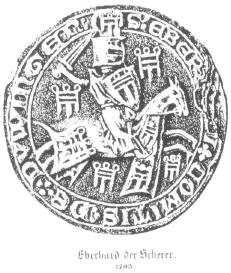
Siegel des Tübinger Pfalzgrafen Eberhard der Scherer

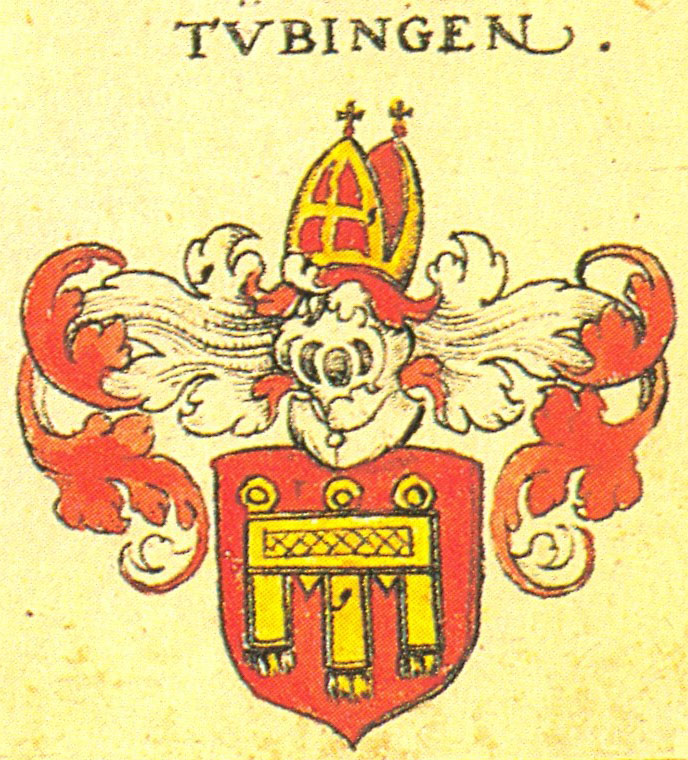
Wappen der Pfalzgrafen von Tübingen aus Johann Siebmachers Wappenbuch

Eberhard von Tübingen († 1304), Pfalzgraf von Tübingen, verkaufte Tübingen 1294 an die Böblinger Linie der Pfalzgrafen von Tübingen. Er führte gelegentlich den Beinamen der Scheerer, von der Stadt Scheer an der Donau.

## Laichingen
Pfalzgraf Eberhard von Tübingen verkaufte 1289 das Vogtgericht zu Laichingen an das Kloster Bebenhausen, aber aus einer Blaubeurer Urkunde aus dem Jahr 1373, die auch im Fleckenlagerbuch von Laichingen eingetragen ist, geht hervor, dass Württemberg im Besitz der Vogtei war.
Die Güter des Klosters waren in einem Hof vereinigt, auf dem das Kloster einen Meier hatte. Laut dieser Urkunde hatte der Maier die Aufgabe, den Vogt zu beherbergen sowie das Heimführen und Dreschen der Zehntfrüchte durchzuführen, bekam dafür aber einen Anteil an dem kleinen Zehnten und die Hälfte des Zehntstrohs. Mit der Zeit zerfiel der Hof in acht einzelne Bauernhöfe, weshalb die Eigentümer noch bis 1825 die Maierbauern genannt wurden und Rechte und Obliegenheiten des alten Klostermaiers innehatten.

## Hildrizhausen
Im Januar 1296 verpfändeten die Grafen Eberhard und Rudolf II. der Scheerer von Tübingen das Dorf Hildrizhausen an das Kloster Bebenhausen

## Reusten, Oberkirch und Oberndorf
Am 23. August 1292 verkaufte Pfalzgraf Eberhard von Tübingen genannt Scheerer wegen seiner Schulden mit Zustimmung seines Vetters Gottfried und seines Bruders Rudolf dem Pfalzgrafen, dem Kloster Bebenhausen um 600 Pfund Heller alle seine Besitzungen in Reusten, Oberkirch und Oberndorf und erklärte ausdrücklich, dass er mit diesen Gütern auch das Patronatrecht der Kirche in Oberkirch dem Kloster überlassen habe. Den Leuten und Einwohnern von Oberkirch und Reusten übertrug er das Beholzungsrecht im Schönbuch, wie es altes Herkommen ist. Er verpflichtete sich ferner zur Gewährschaft und verzichtete auf alle Anfechtung. Siegler der diesbezüglichen Urkunde waren: Der Aussteller und die beiden Grafen Gottfried und Rudolf, die auf seine Bitten ihre volle Zustimmung bekunden.
Am 8. Oktober 1293 verkaufte Pfalzgraf Eberhard von Tübingen genannt Scheerer dem Kloster Bebenhausen das Dorf Reusten mit dem Patronatrecht der Kirche in Oberkirch. Er versprach Gewährschaft und verpfändete dafür seinen Fronhof und alle seine Weinberge in Tübingen für zehn Jahre, so dass das Kloster, wenn es im Besitz von Reusten angefochten würde, so lange in den Genuss der verpfändeten Güter einträte, bis es vom Verkäufer oder dessen Erben völlig befriedigt sei. Zum Zeichen der Pfandschaft sollte dem Kloster während der zehn Jahre jährlich auf Galli (16. Oktober) von dem Hof ein halber Scheffel Hafer und von den Weinbergen ein Viertel Wein gereicht werden. Siegler der diesbezüglichen Urkunde waren: Der Aussteller, sein Bruder Graf Rudolf, Graf Götz von Böblingen und die Stadt Tübingen.

## Gültstein
Am 29. August 1293 verpfändete Pfalzgraf Eberhard von Tübingen seiner Schwägerin der Edlen Liuggard von Schelklingen für ihre Morgengabe von 200 Mark Silber Kölnischen Gewichts seine Güter in Gültstein nebst Zugehör, wobei das Patronatrecht der Kirche in Gültstein zwischen ihm und dem Abt Gottfried und dem Konvent von Hirsau abgewechselt hat. Siegler der darüber ausgestellten Urkunde waren der Aussteller und sein Bruder Graf Rudolf.

## Unterjesingen
Pfalzgraf Eberhard der Scheerer verkaufte dem Kloster Bebenhausen am 23. April 1289 alle seine Unterjesinger Weingärten und am 13. Januar 1294 einen Unterjesinger Hof nebst zugehörigem Wald.

## Mühle in Kirchentellinsfurt
Am 21. Januar 1296 verkaufen die Pfalzgrafen Eberhard und Rudolf von Tübingen an Albrecht Bächt, Bürgermeister in Reutlingen, die Mühle ihres Dienstmannes, Ritters Konrad von Wildenau, in Kirchentellinsfurt. Zeugen waren die Söhne des Bürgermeisters Eberhard und Friedrich.